# Nahal Kziv

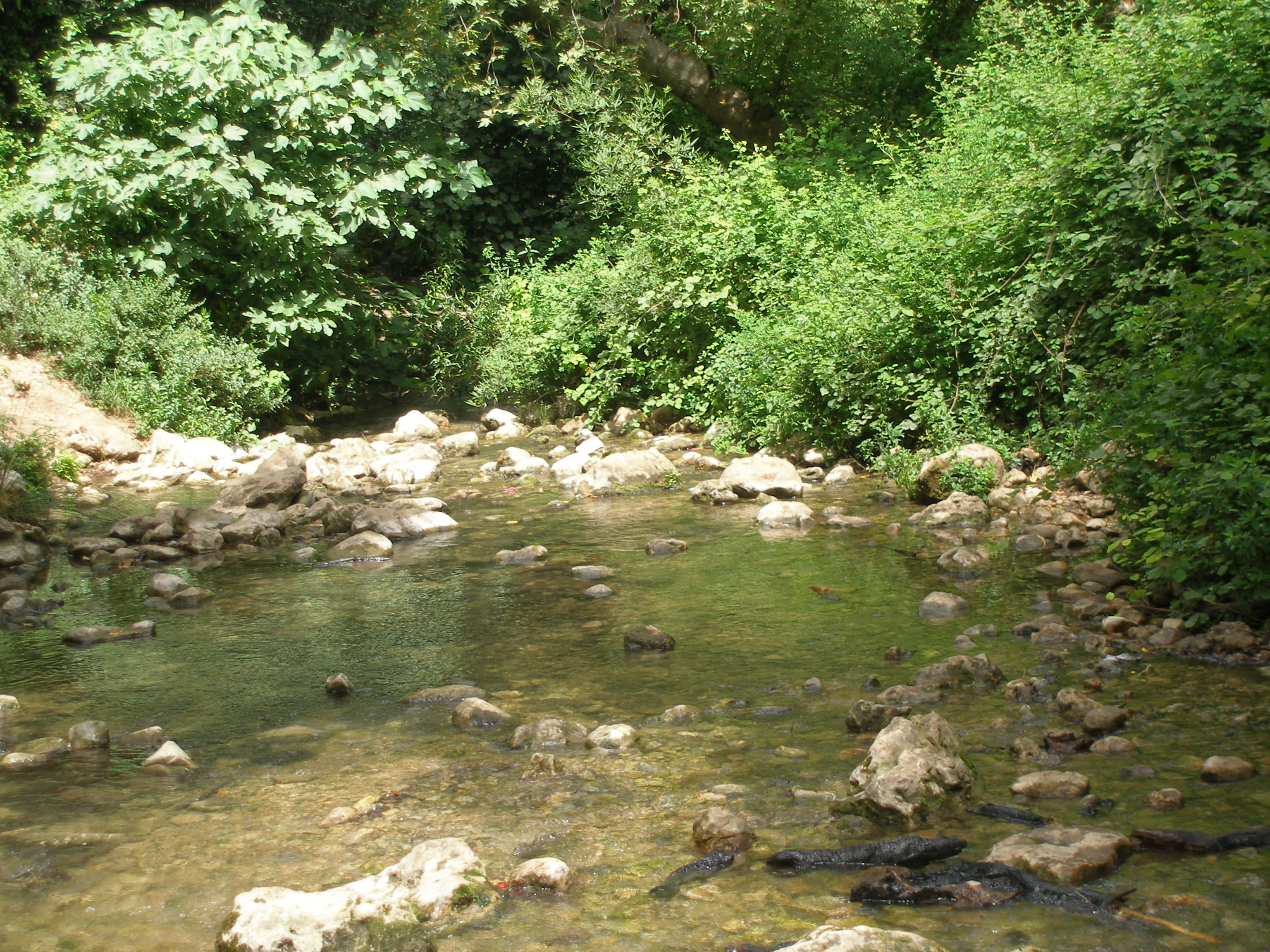
Nahal Kziv

Nahal Kziv (tiếng Hebrew: נחל כזיב) (nghĩa là "suối Kziv") là một suối dài 20 cây số ở Thượng Galilee, Israel. Vào mùa đông, lượng mưa đổ xuống kênh, và suối dọc theo lòng sông làm tăng lưu lượng. Hiện tại, Mekorot (công ty nước quốc gia) bơm nước suối chính của sông, Ein Ziv, và cung cấp nó cho cư dân của Galilee phương Tây, làm cho các kênh giữa Ein Ziv và Ein Tamir một dòng suối liên tục. Trên ngọn núi phía Nam nhìn ra thung lũng có một lâu đài Thập tự chinh thế kỷ thứ 12, Montfort, trụ sở cũ của Lều Thánh Vịnh ở Đất Thánh.

## Địa lý

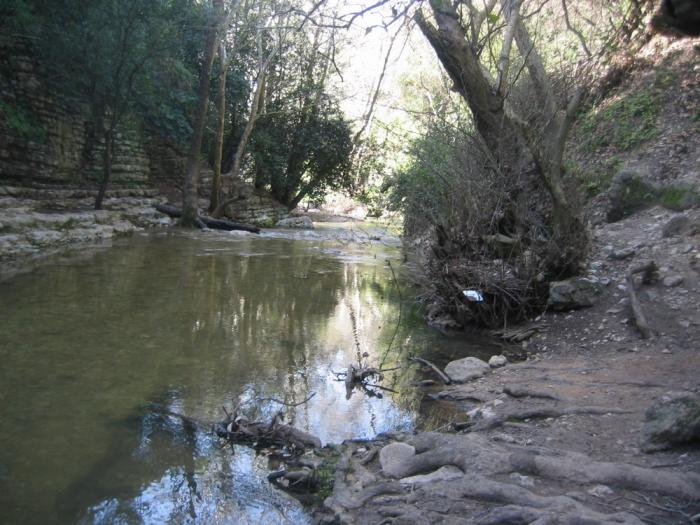
Nahal Kziv

Nahal Kziv chảy từ phía tây của núi Meron gần Beit Jann, về phía tây tới cửa sông của nó, phía bắc và Achziv. Đây là con suối dài nhất ở Galilee, với lưu vực thoát nước rộng nhất. Kênh truyền gần Hurfeish, Abirim, Mi'ilya, Mitzpe Hila, Neve Ziv, Goren, Manot và Ma'alot-Tarshiha. Lò xo dọc theo kênh bao gồm:
- Ein Ziv
- Ein Tamir (sau nó dòng suối trở nên lâu năm).
- Ein Hardalit
- Ein Yakim

## Khu bảo tồn thiên nhiên
Phần lớn suối là một phần của khu bảo tồn thiên nhiên có tên của nó, và bao gồm lâu đài Montfort và các tàn tích khác trong Chiến khu Crusader. Một bức chạm khắc bằng đá của một người đàn ông, cao 1,78 m có thể được tìm thấy gần nơi suối Abirim đổ vào Nahal Kziv. Việc chạm khắc được cho là có từ thời Hellenistic.
Các loài thực vật trong khu vực bao gồm Lilium candidum, Rubus sanguineus, Nerium oleander, Platanus orientalis, Artemisia arborescens và Ferns. Hươu đồi của người Ba Tư đã được đưa tới khu vực này vào năm 1996, như một phần trong nỗ lực ngăn chặn sự tuyệt chủng của loài . Động vật hoang dã khác thuộc khu bảo tồn thiên nhiên bao gồm những con chó rừng vàng, sói, heo rừng, và những con hổ sọc quý hiếm.